# 小林幹司
小林 幹司（こばやし かんじ、1934年4月3日 - 2016年1月29日）は、日本の実業家。日本生命保険元副会長・顧問。

## 経歴
京都大学法学部卒業後、1958年に日本生命保険へ入社。1988年に常務取締役、1993年に専務取締役、1997年に副会長をそれぞれ歴任。
朝日放送取締役（弘世現の死去後）、三和銀行監査役（後のUFJホールディングス監査役）、アステラス製薬監査役などの社外取締役・監査役を務めるほか、関西経済同友会代表幹事（1998年度）、2001年7月から2005年3月まで大阪商工会議所副会頭、ニッセイ財団理事長もそれぞれ務めた。